# Sveriges B-herrlandslag i fotboll
Sveriges B-landslag i fotboll spelade sin första landskamp den 29 september 1929, mötte Norge i Stockholm och vann med 3–1. Laget lades ner efter att ha spelat sin sista landskamp i Eskilstuna den 21 maj 1997, där svenskarna besegrade Polen med 1–0.

### Webbkällor
- ”Svenska Fotbollförbundet (sökfunktion)”. http://svenskfotboll.se/ovriga-serier/matcher-idag/?scr=orgresult&fsid=33&ffid=1. Läst 3 oktober 2011.[död länk]
- ”Jönköpings Södra IF”. 6 december 2010. http://webnews.textalk.com/se/article_print.php?id=448185. Läst 17 september 2011.